# Из детства (стихотворение)
Из детства («Я полоскала небо в речке…») — одно из наиболее известных стихотворений Ксении Некрасовой. Впервые опубликовано в журнале «Октябрь». По мнению Татьяны Бек, в «гениальных строках» этого стихотворения «сжат, пожалуй, весь её бескрайний и диковинный мир — с приручёнными стихиями, с гимном ремёслам, с пиршественной фантастикой буден и с — повторяем — жанровой подпочвой, единящей инфантильное и сказочное начала».
В 1944 году, как указывает Д. Шеваров, именно эта публикация восхитила художника Роберта Фалька (обнаружившего её в ташкентской эвакуации при растопке печки старыми журналами), который начал разыскивать автора. «Вскоре Некрасова появилась на их пороге: „Здравствуйте…“. Как вспоминает одна мемуаристка, Ксюша произносила это слово „певуче и особенно возвышенно; она несла в нём добро и радость этому дому. Она не знала, переступит ли порог или откажут ей войти. Надо понять это ужасное её состояние: примут или нет…“». Семья Фалька её приняла, художник написал несколько портретов Некрасовой.
Стихотворение производило сильнейшее впечатление и на других современников: так, по воспоминаниям В. Огнёва, во время его обучения в Литературном институте

Однажды в аудиторию вошла странная девушка. Гладко причёсанная, в длинной ситцевой хламиде, с наивными глазами. Сложила руки на животе и сказала с улыбкой, совершенно обезоружившей нас:
 — Мальчики, я сегодня не ела. Хотите, я прочитаю вам стихи?
Надо сказать, что в комнате были не только мальчики. Но мы отозвались первыми: я и Костя Левин:
 — Ради бога!
Это была «городская сумасшедшая», Ксюша Некрасова…
Когда она начала:
Я полоскала небо в речке
и на новой лыковой верёвке
развесила небо сушиться… —
мы ещё не знали, что вскоре Ксюша заставит нас стать серьёзными и внимательными. Она читала и читала, а мы слушали и понимали, что поэзия приходит без спросу и нет ей определения, кроме как чуда.

«Удивительно чистые, светлые, богооткровенные стихи», — пишет об этом стихотворении Некрасовой белгородский писатель Владимир Калуцкий.
Стихотворение входит в разные антологии русской поэзии XX века.